# Illice fusca
Illice fusca är en fjärilsart som beskrevs av Richard Harper Stretch 1872. Illice fusca ingår i släktet Illice och familjen björnspinnare. Inga underarter finns listade i Catalogue of Life.